# GIS Arta
GIS Arta este un produs software folosit pentru coordonarea focului de artilerie, dezvoltat de programatori ucraineni cu participarea unor companii britanice de cartografie digitală. Oferă direcționare rapidă (la minut) a sistemelor de artilerie disponibile în apropiere; desemnarea țintei nu necesită utilizarea de dispozitive specializate – sunt utilizate doar smartphone-uri obișnuite. Software-ul este asemănător cu programul de artilerie german ESG Adler.
Este utilizat de Forțele armate ale Ucrainei în timpul invaziei ruse a Ucrainei în 2022. Le Monde și The Times au scris despre ușurința de utilizare a GIS Arta „de parcă ai face comandă de Uber”. Infanteriștii transmit coordonatele GPS ale țintei prin telefon; sistemul identifică cea mai apropiată baterie de artilerie și îi comunică să deschidă focul asupra țintei desemnate.